# Аксіома Плейфера

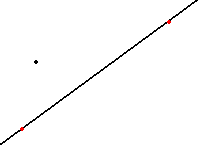
Початкова умова аксіоми Плейфера: пряма і точка поза прямою

Логічний наслідок аксіоми Плейфера: друга пряма, паралельна першій і проходить через точку

Аксіома Плейфера — це аксіома, яку можна використати замість п'ятого постулату Евкліда (аксіоми паралельності):
Якщо дано пряму на площині і точку поза цією прямою, через точку можна провести щонайбільше одну пряму, паралельну даній прямій.
Аксіома Плейфера еквівалентна аксіомі паралельності Евкліда в контексті евклідової геометрії. Аксіому названо ім'ям шотландського математика Джона Плейфера. Фраза «щонайбільше одну», це все, що потрібно, оскільки з інших аксіом можна довести, що хоча б одна пряма існує. Твердження часто записують у вигляді, що «існує одна й лише одна паралельна». У «Началах» Евкліда дві прямі називаються паралельними, якщо вони не перетинаються й інших описів паралельних прямих не використовується.
Аксіома використовується не тільки в евклідовій геометрії, але також і в афінній геометрії, в якій поняття паралельності є центральним. В умовах афінної геометрії потрібна сильніша форма аксіоми Плейфера (в якій «щонайбільше» замінено на «одна й лише одна»), оскільки аксіоми нейтральної геометрії не дають доведення існування. Версія Плейфера аксіоми стала настільки популярною, що про неї кажуть як про аксіому паралельності Евкліда, хоча вона не є евклідовою версією аксіоми. Із аксіом випливає, що бінарне відношення паралельності прямих є серійним відношенням.

## Історія
Прокл (410—485) ясно дає твердження аксіоми в коментарях до книги Евкліда I. 31 (Книга I, Твердження 31).
1785 року Вільям Ладлем висловив аксіому паралельності таким чином:
Дві прямі, що перетинаються в точці, не можуть бути паралельними третій прямій.
Це короткий вислів евклідової паралельності запозичив Плейфер у своїй книзі Elements of Geometry (Елементи геометрії, 1795), яку часто передруковували. Він писав:
Дві прямі, що перетинаються, не можуть бути обидві паралельні одній і тій самій третій прямій.
Плейфер дякував Ладлему та іншим за спрощення твердження Евкліда. Надалі точка перетину двох прямих вийшла на перше місце і заперечення двох паралельних перетворилося в єдиність паралельних, що проходять через дану точку.
1883 року Артур Кейлі, президент Британської Асоціації, у своєму зверненні до Асоціації висловив таку думку:
З моєї точки зору дванадцята аксіома Евкліда у формі Плейфера не потребує доведення, а є частиною нашого уявлення про простір, фізичний простір нашого досвіду, яке є відбиває те, що лежить в основі нашого життєвого досвіду.
Коли Давид Гільберт написав свою книгу «Основи геометрії» (1899), подаючи новий набір аксіом евклідової геометрії, він використовував при обговоренні паралельних прямих аксіому у формі Плейфера, а не оригінальну версію Евкліда.

## Зв'язок з п'ятим постулатом Евкліда

Якщо сума внутрішніх кутів α і β менша від 180°, дві прямі, продовжені до нескінченності, перетинаються з цього боку.

Аксіома паралельності Евкліда стверджує:
Якщо відрізок перетинає дві прямі, утворюючи два внутрішніх кути з одного боку, що дають у сумі менше двох прямих кутів, то дві прямі, продовжені до нескінченності, перетинаються з того боку, де сума кутів менша від двох прямих кутів.
Складність цього твердження, порівняно з формулюванням Плейфера, ясно показує причину популярності аксіоми Плейфера під час обговорення аксіоми паралельності.
В контексті абсолютної геометрії два твердження еквівалентні, що означає, що одне твердження можна довести на підставі іншого за наявності інших аксіом геометрії. Твердження не є логічно еквівалентними (що означало б, що одне можна довести з іншого тільки за допомогою формальних логічних висновків), оскільки, наприклад, у сферичній моделі еліптичної геометрії одне твердження істинне, а інше — хибне. Логічно еквівалентне твердження істинне у всіх моделях, в яких воно інтерпретується.
Доведення нижче припускають, що всі аксіоми абсолютної (нейтральної) геометрії виконуються.

### З п'ятого постулату Евкліда випливає аксіома Плейфера
Найпростіший спосіб показати це — використовувати теорему Евкліда (еквівалентна п'ятому постулату), яка стверджує, що сума кутів трикутника дорівнює двом прямим кутам. Якщо дано пряму {\displaystyle \ell } і точку P поза нею, будуємо пряму t, перпендикулярну до даної прямої, що проходить через точку P, а потім перпендикуляр до цього перпендикуляру через точку P. Ця пряма паралельна прямій {\displaystyle \ell }, оскільки вона не може перетнутися з прямою {\displaystyle \ell } і утворити трикутник, про що йдеться у твердженні 27 книги 1 у «Началах» Евкліда. Тепер видно, що ніякої іншої паралельної не існує. Якби n була другою паралельною прямою через точку P, то n утворила б із прямою t гострий кут (оскільки вона не перпендикулярна), а при припущенні істинності гіпотези про п'ятий постулат n перетиналося б з {\displaystyle \ell }.

### З аксіоми Плейфера випливає п'ятий постулат Евкліда
Якщо з постулату Плейфера випливає, що перпендикуляр до перпендикуляра паралельний початковій прямий, прямі з побудови Евкліда повинні перетинатися. Слід довести, що вони будуть перетинатися з того боку, де сума кутів менша від двох прямих кутів, але це доведення істотно складніше.

## Транзитивність паралельності
Твердження 30 Евкліда говорить: «Дві прямі, кожна з яких паралельна третій прямій, паралельні». Де Морган помітив, що це твердження логічно еквівалентне аксіомі Плейфера. Це зауваження повторив Т. Л. Гіт 1908 року. Аргументація де Моргана така: нехай X — множина різних пар перетинних прямих, а Y — множина різних пар прямих, паралельних одній спільній прямій. Якщо z є пара різних прямих, то твердження,
Для всіх z, якщо z міститься в X, то z не міститься в Y,
є аксіомою Плейфера (в термінах де Моргана, Ніякий X не є Y) і їй логічно еквівалентне протиставлення,
Для всіх z, якщо z лежить в Y то z не лежить в X,
є твердженням Евкліда I. 30 про транзитивність паралельності (Ніякий Y не є X).
2011 року імплікацію перефразовано в термінах бінарного відношення паралельності прямих: в афінній геометрії відношення вважається відношенням еквівалентності, що означає, що пряма приймається паралельної собі. Енді Лю написав: «Нехай P — точка, що не лежить на прямій 2. Припустимо, що як пряма 1, так і пряма 3 проходять через P та паралельні прямій 2. Згідно з транзитивністю вони паралельні одна одній, а тому не можуть мати спільної точки P. Звідси випливає, що це одна й та сама пряма, що є аксіомою Плейфера.»